# Jeanne Hatto
Marguerite Jeanne Frère connue sous le nom de Jeanne Hatto ou Jane Hatto (Lyon 1er, 30 janvier 1879 - Paris 17e, 26 février 1958) est une chanteuse d'opéra mezzo-soprano.

## Biographie

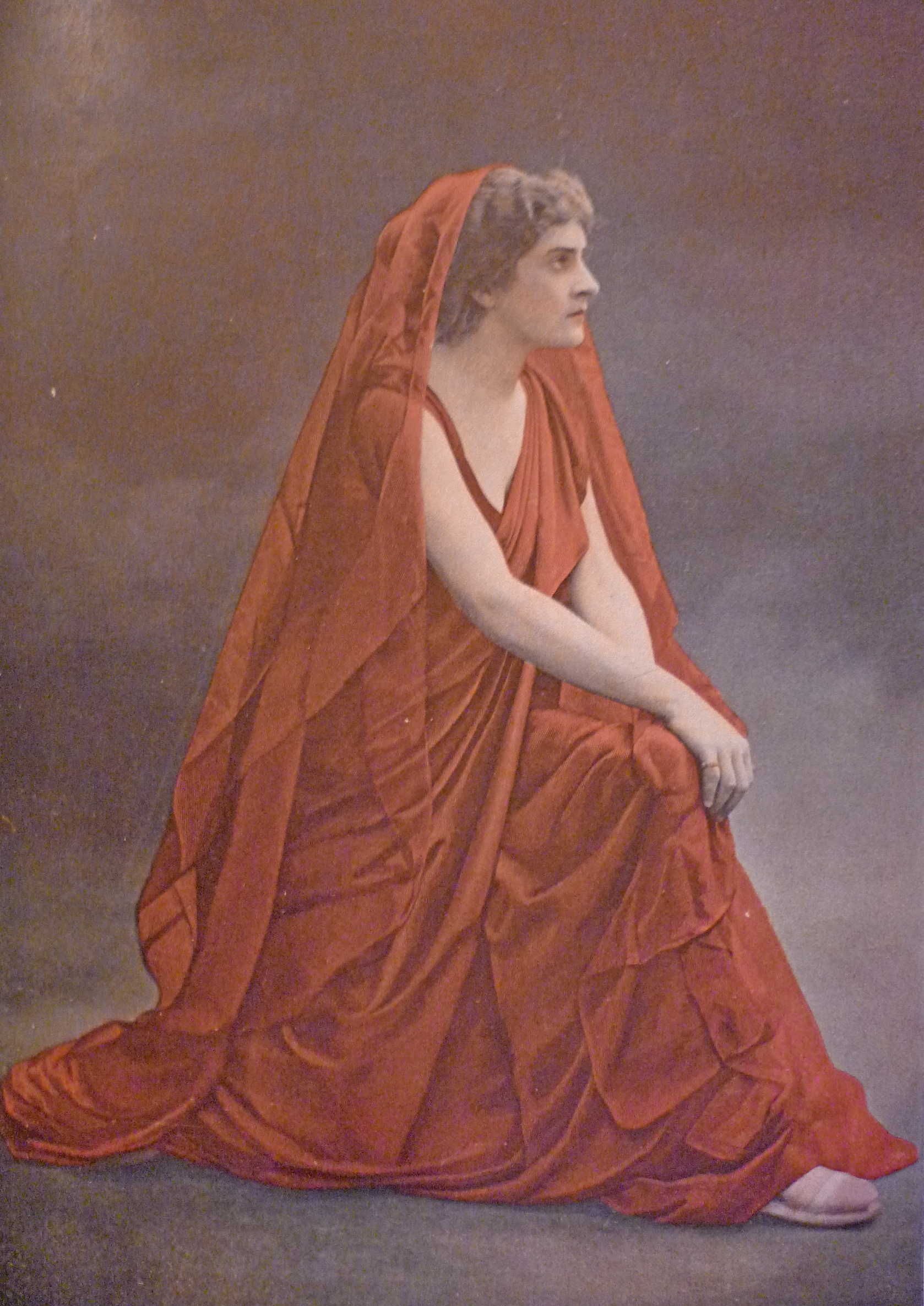
Jane Hatto dans le rôle d'Iphigénie en Tauride, au Théâtre antique d'Orange, pendant l'été 1900

Très tôt, elle montre des dispositions exceptionnelles pour le chant et ses parents, de modestes employés pourtant, l'envoient au conservatoire de Lyon, d'où elle passe au conservatoire de Paris.
En 1899, à seulement vingt ans, cette soprano remporte simultanément le premier prix d'Opéra, le second prix d'Opéra-Comique et le premier prix de chant. Elle débute à l'Opéra de Paris le 29 décembre de la même année en Brunehaut dans Sigurd, opéra d'Ernest Reyer, chante ensuite le rôle-titre de Salammbô autre œuvre de Reyer, avant de s'attaquer à l'univers wagnérien avec Elisabeth de Tannhäuser et Eva des Maîtres chanteurs. Elle compte rapidement parmi les chanteuses favorites, Elle chante le rôle de Iole dans Astarté, de Xavier Leroux, avec Louise Grandjean, Meyrianne Héglon, Albert Alvarez, Francisque Delmas, puis celui de Floris dans Les Barbares de Saint-Saëns. Sa réputation est telle qu'elle est sollicitée dès 1901 par la société Pathé-Céleste-Phono-Cinéma pour enregistrer sur cylindre quelques airs célèbres comme « Ô toi qui prolongeas mes jours », extrait d'Iphigénie en Tauride de Gluck.
Intelligente, cultivée, elle ne vit que pour la musique et le chant, entourée de grands compositeurs tels Maurice Ravel ou Gabriel Fauré, de musiciens dont le pianiste et chef d'orchestre Alfred Cortot, aussi passionnément wagnérien qu'elle, d'artistes comme le peintre et caricaturiste Abel Faivre, le sculpteur Pierre Félix-Masseau.
Elle fut aussi la compagne de Louis Renault. Comment les trajectoires de deux êtres aussi dissemblables ont-elles pu se croiser ? A la faveur prétend la légende, d'un de ces embouteillages qui paralysaient déjà la circulation parisienne. Louis Renault lui offrit un petit hôtel particulier néo-renaissance construit en 1905 au 24bis rue Alphonse-de-Neuville dans le VXII ème arrondissement (aujourd'hui 6 rue Alfred-Roll). Après sa séparation d'avec Louis Renault, elle restera jusqu'à la fin en étroit contact avec lui - le 27 septembre encore, elle lui envoie une lettre des plus affectueuse qu'il ne lira jamais, étant emprisonné depuis quatre jours. Elle vivra entre son hôtel particulier de la rue Alfred-Roll, dans le XVIIe arrondissement de Paris, et sa propriété de Roquemaure, dans le Gard - deux cadeaux de Louis, qui lui verse également une rente importante et veille à subvenir à tous ses besoins financiers. 
Elle continuera d'être liée à des personnes importantes comme le général Messimy, Léon Daudet ou le prince Radziwill, comme en témoignent des correspondances intimes (conservées à la bibliothèque de l'Arsenal à Paris)